# Celebración
Celebración is een compositie van Leonardo Balada. Het werk is geschreven ter viering (celebración) van het 1000-jarig bestaan van Catalonië, thuisbasis van de componist. De opdracht voor het werk was afkomstig van de Generalitat van Catalonië en van de Banco Bilbao Vizcaya. Dat laatste is een eigenaardigheidje, want die bank is afkomstig uit een andere Spaans regio, Baskenland. 
De compositie vindt haar basis in de middeleeuwse Catalaanse volksmuziek, een van de bronnen van waaruit Balada zijn inspiratie haalde. Het werk wordt ingeleid door een solo van de contrabas.
Het eerste orkest dat het werk speelde was daarbij niet afkomstig uit Barcelona of Catalonië. Het Symfonieorkest van Praag onder leiding van Jiří Bělohlávek gaf de première op 19 november 1992 in het Gran Teatre del Liceu te Barcelona in het volgende programma:
- Balada: Celebración
- Robert Schumann, Celloconcert met solist Misha Maisky
- Antonín Dvořák: Symfonie nr. 9

Balada schreef het voor:
- 2 dwarsfluiten, 2 hobo’s, 2 klarinetten, 2 fagotten
- 4 hoorns, 3 trompetten, 3 trombones, 1 tuba
- percussie, harp, klavecimbel
- violen, altviolen, celli, contrabassen